# Vasalemma
Vasalemma – miasteczko w Estonii, w prowincji Harju, ok. 38 km na południowy zachód od Tallinna. Ośrodek administracyjny gminy Vasalemma. Znajduje się tutaj stacja kolejowa.
W miasteczku zlokalizowany jest dwór z 1825 r.